# Saint-Ouen-en-Champagne
Saint-Ouen-en-Champagne é uma comuna francesa na região administrativa do País do Loire, no departamento de Sarthe. Estende-se por uma área de 11.2 km². Em 2010 a comuna tinha 248 habitantes (densidade: 22,1 hab./km²).